# Alisha Weir
Alisha Weir (Dublin, 26 september 2009) is een Iers kindactrice.

## Biografie
Alisha Weir werd op 26 september 2009 geboren in Dublin, Ierland, en groeide op in de buitenwijk  Knocklyon in Zuid-Dublin. Ze ging naar de Our Lady's School. Haar twee oudere zussen volgden toneellessen, waar Weir ook aan meedeed zodra ze oud genoeg was.

### Carrière
Toen de musical Once in 2017 terugkeerde naar het Olympia Theatre (Dublin), speelde Weir haar eerste rol als Ivanka. Ze maakte haar speelfilmdebuut in de thriller Don't Leave Home uit 2018 en haar televisiedebuut als Laura in het misdaaddrama Darklands uit 2019. Ze verscheen in Tony Finnegans theaterproducties  Annie, The Wizard of Oz en Oliver! in de National Concert Hall in Dublin.
Weir was elf jaar oud toen ze werd gecast voor de hoofdrol van Matilda Wormwood in de verfilming van Matilda the Musical voor Netflix en dertien jaar bij de première van de film in Kerstmis 2022. Weir speelt de hoofdrol in de horrorfilm Abigail uit 2024.

## Filmografie

### Film en televisie
- 2024: Abigail - als Abigail
- 2023: Wicked Little Letters - als Nancy Gooding
- 2022: Matilda the Musical - als Matilda Wormwood
- 2022: Fia's Fairies - als Fia (stem)
- 2020: Ooops! The Adventure Continues - als Primrose (stem)
- 2019: Darklands - als Laura (5 afleveringen)
- 2018: Don't Leave Home - als Siobhan Callahan
- 2018: Day Out - als Rachael (korte film)

### Theater
- 2019: Oliver!
- 2018: The Wizard of Oz
- 2017: Annie
- 2017: Once

## Prijzen en nominaties
De belangrijkste:
| Jaar | Prijs                          | Categorie                                 | Film                | Uitslag     |
| ---- | ------------------------------ | ----------------------------------------- | ------------------- | ----------- |
| 2023 | London Film Critics' Circle    | Young British/Irish Performer of the Year | Matilda the Musical | Genomineerd |
| 2023 | Irish Film & Television Awards | Lead Actress – Film                       | Matilda the Musical | Genomineerd |
| 2022 | Dublin Film Critics' Circle    | Breakthrough Artist – Irish               | Matilda the Musical | Gewonnen    |